# Walter Corbo
Walter Luis Corbo (2 maja 1949) – urugwajski piłkarz, bramkarz.
Jako piłkarz klubu CA Peñarol wziął udział wraz z reprezentacją Urugwaju w finałach mistrzostw świata w 1970 roku, gdzie Urugwaj zdobył miano czwartej drużyny świata. Ponieważ pozycja Mazurkiewicza była niepodważalna, przez cały turniej był jedynie bramkarzem rezerwowym.
Wciąż jako gracz Peñarolu wziął udział w turnieju Copa América 1975, gdzie bronił bramki Urugwaju w dwóch półfinałowych meczach z Kolumbią. Broniący tytułu Urugwaj przegrał pierwszy mecz 0:3. Wygrana 1:0 na własnym boisku była niewystarczająca i do finału niespodziewanie awansowała Kolumbia.
Od 8 lutego 1971 do 9 czerwca 1976 Corbo bronił bramki reprezentacji Urugwaju w 11 meczach.
Także w Peñarolu do 1971 Corbo pełnił rolę bramkarza rezerwowego, który czasami zastępował w bramce Mazurkiewicza. Dopiero po odejściu Mazurkiewicza do Clube Atlético Mineiro stał się podstawowym bramkarzem klubu. Jako zawodnik Peñarolu zdołał sięgnąć jedynie po trofea krajowe, natomiast w Copa Libertadores udało się dotrzeć co najwyżej do fazy półfinałowej.
Z Peñarolu przeniósł się do Argentyny, gdzie grał w klubie San Lorenzo de Almagro